# Carlos Ortiz
Carlos Ortiz, född 24 april 1991 i Guadalajara, är en mexikansk professionell golfspelare som spelar för Liv Golf sedan den 28 juni 2022. Han har tidigare spelat bland annat på PGA Tour, PGA European Tour och Korn Ferry Tour.
Ortiz har vunnit en PGA-vinst och tre Korn Ferry-vinster.
Han studerade vid University of North Texas och spelade golf för deras idrottsförening North Texas Mean Green. Ortiz avlade en kandidatexamen i internationella studier (international studies).